# Георги Калинков
Георги Иванов Калинков е български юрист и политик от Демократическата партия. Той е народен представител, дипломат, общински съветник и кмет на София в периода 1918 – 1920 г. Доктор по право, съдия и адвокат.

## Биография
Георги Калинков е роден на 18 август (6 август стар стил) 1860 г. в бесарабското българско село Твърдица в Руската империя (днес в Молдова). Завършва гимназия в Кишинев и право в Новорусийския университет в Одеса. Защитава докторат в Брюксел, Белгия.
В края на XIX век Калинков се установява в София и работи като адвокат. Той е сред основателите на Демократическата партия, председател на Столичната ѝ организация. Депутат е в XIV обикновено народно събрание (1908 – 1911). След това е посланик в Румъния с ранг на пълномощен министър (7 януари 1911 – 28 август 1913).
Георги Калинков е неколкократно е избиран за общински съветник в София, а от 12 август 1918 до 5 септември 1920 г. е кмет на града. Ръководи столичните общински служби, по време на една от най-тежките периоди в историята на града в края на Първата световна война до 5 септември 1920 г.
Георги Калинков умира в София на 8 април 1926 г.

## Памет
На Георги Калинков е наречена улица „Д-р Калинков“ в София (Карта).

## Творчество
- „Румъния и нейната политика спрямо България", 1885 г.